# FEBO

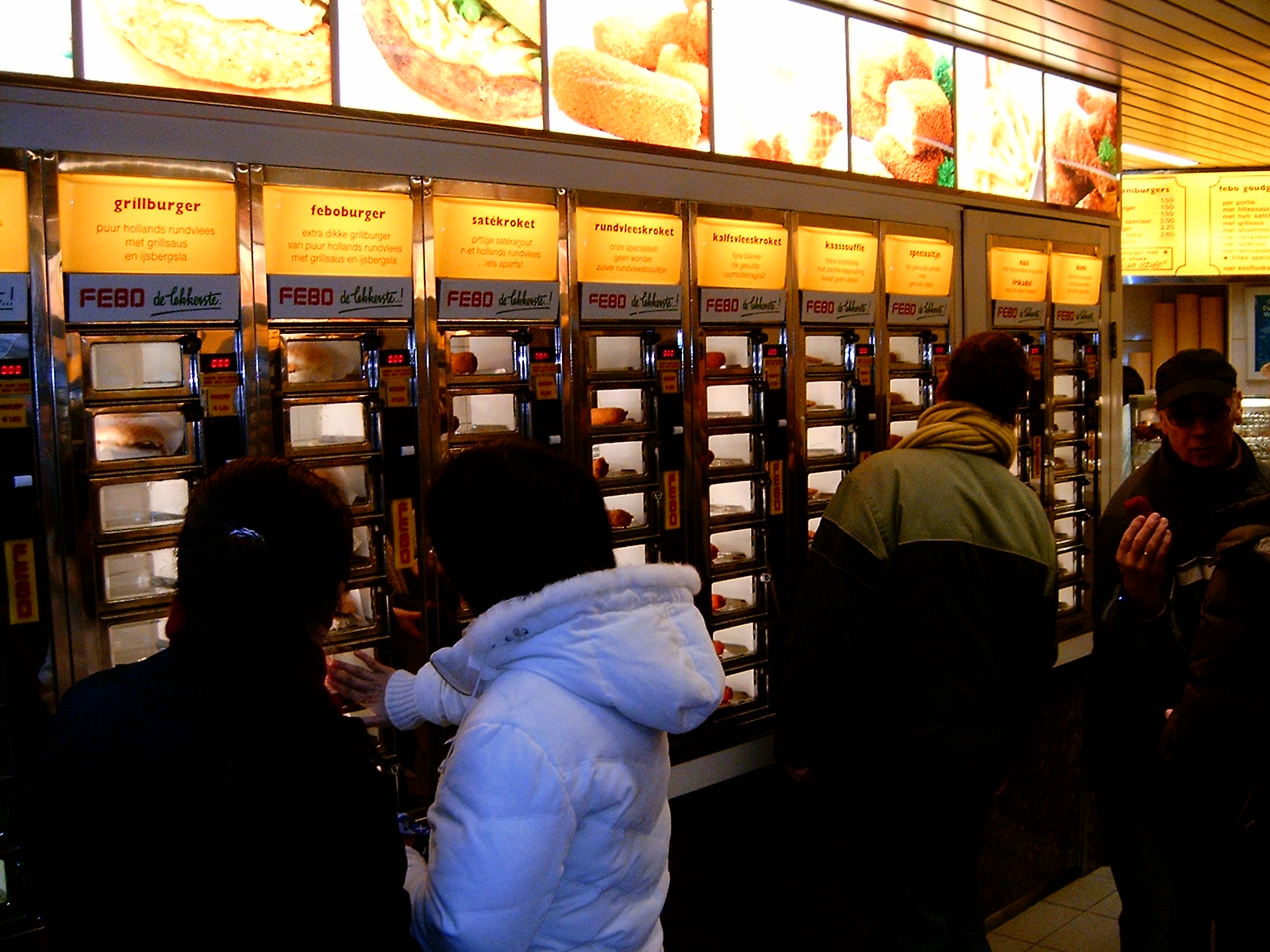
Interior de un establecimiento FEBO en Nieuwendijk, en Ámsterdam.

FEBO es una cadena de restaurantes de comida rápida neerlandesa que se caracteriza por sus bajos precios y la venta de sus productos en distribuidores automáticos, pudiéndose comprar bebidas y patatas fritas en ciertos locales.

## Historia de FEBO

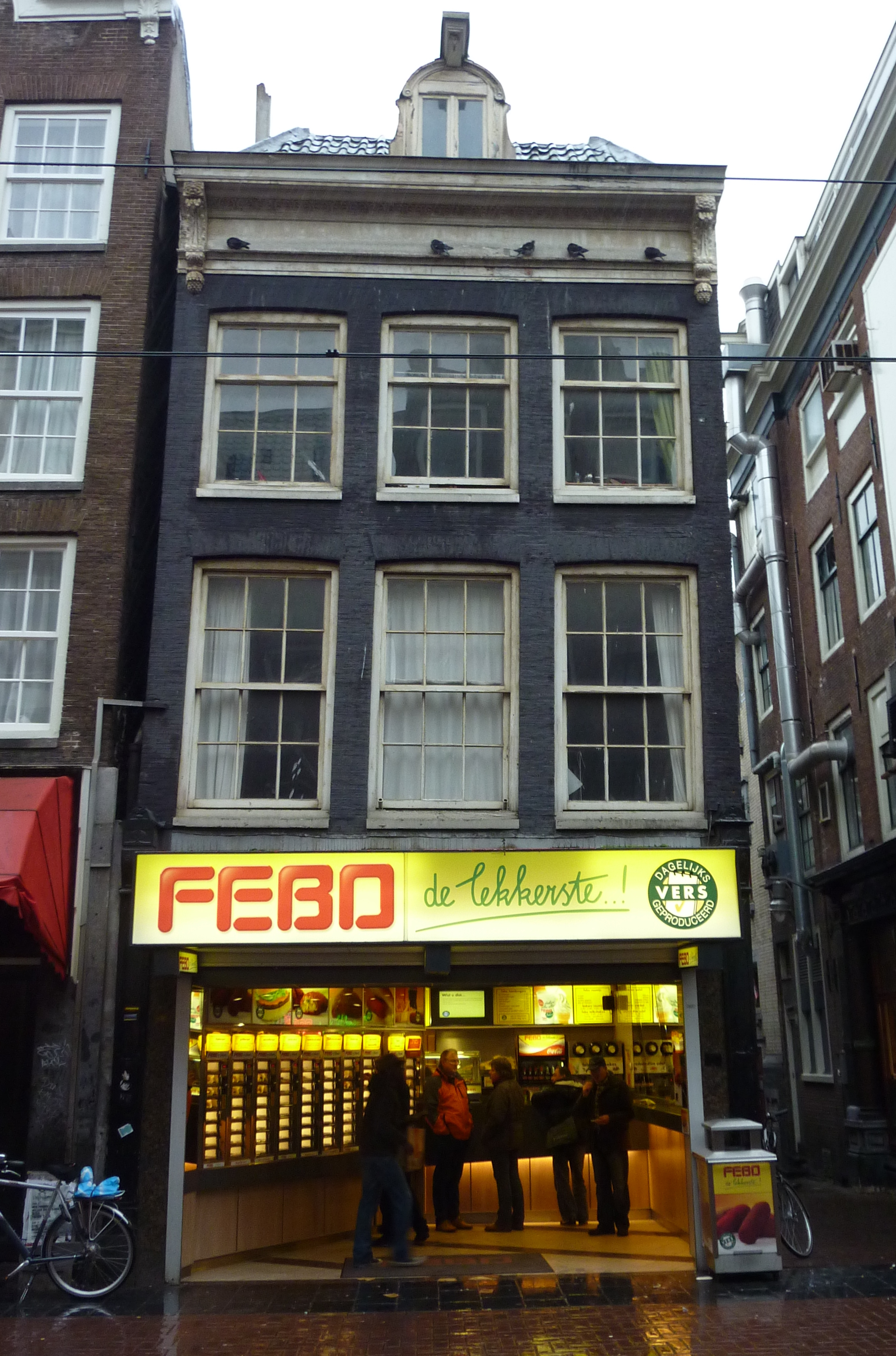
Vista del exterior de un local FEBO

En sus orígenes, Casa FEBO era el nombre de una panadería situada en la calle Ferdinand Bol en el barrio de Pijp, en Ámsterdam. Tal calle inspiró el nombre de la panadería, la cual abrió en 1941. Su propietario, J.I. de Borst, hacía varios productos para llevar y snacks que vendía por medio de un distribuidor automático. Según la página web de la compañía, los productos estaban considerados de calidad y eran muy demandados, razón por la que hubo que agrandar la cocina y abrir otras sucursales dentro de la ciudad. Posteriormente, el establecimiento dejó de fabricar pan y pasó a llamarse FEBO. 

## FEBO en la actualidad
De acuerdo con la página web, FEBO tiene alrededor de 60 establecimientos por todos los Países Bajos, 54 de los cuales son franquicias. 22 de estos restaurantes se encuentran en Ámsterdam y venden productos previamente fabricados en una moderna cocina situada en el Norte.

## Los productos
La mayoría de los pruductos vendidos son aperitivos neerlandeses populares, croquetas o frikadel. Febo también ofrece hamburguesas, así como suflés de queso y croquetas de pollo con distintas guarniciones, como la Rundvleeskroket o la Satékroket, con cierto gusto picante que evidencia la presencia de la cocina indonésica en los Países Bajos. El sitio web ofrece una amplia descripción de sus productos.

## Eslogan
El eslogan de la cadena es ..de lekkerste! y significa ...la más rica! en neerlandés.